# La Cité des étoiles (roman)
Pour l’album musical de Magyd Cherfi, voir La Cité des étoiles (album).
La Cité des étoiles (titre original : City of Stars) est le second tome de la série littéraire britannique Stravaganza, écrite par Mary Hoffman. L'action se déroule dans la ville de Remora.

## Résumé
Georgia O'Grady est une fille qui est souvent tourmentée par son demi-frère, Russell. Sa seule issue est de faire de l'équitation. Quand elle s'endort en serrant dans sa main une statue représentant un cheval ailé, elle se réveille dans une écurie en Talie dans la ville de Remora (l'équivalent de Sienne), une ville divisée en douze sections pour chacun des signes du zodiaque occidental aux exceptions des Gémeaux qui deviennent les Jumeaux, de la Vierge qui devient la Dame et du Lion qui devient la Lionne. Là, elle rencontre la famille Montalbani, composée de Paolo, le maître d'écurie et de son fils, Cesare. Paolo, comme Rodolfo, est un Stravagante et révèle à Georgia (qui est prise pour un garçon à cause de ses cheveux courts, ce qui lui vaut le nom de Giorgio) qu'elle est venue à un moment très important : une course de chevaux connue sous le nom la Stellata se prépare.
Le douzième du Bélier, qui a prêté allégeance à Bellezza et est le douzième de Cesare, n'a pas remporté la course une seule fois en vingt-cinq ans. La famille di Chimici (ennemis des Stravagantes) ont l'intention de la leur faire perdre à nouveau pour prouver à la nouvelle Duchessa de Bellezza, Arianna Gasparini, et à son père, Rodolfo, les avantages de se joindre à leur alliance en épousant Gaetano di Chimici, le fils de Niccolo le duc de Giglia. Gaetano, disposé à se soumettre aux ambitions de son père, préfèrerait faire des études et il est plus préoccupé par le bien-être de son frère cadet, Falco, qui a été paralysé dans un accident de cheval.
Pendant ce temps, un cheval ailé, qui peut porter chance, est né au Douzième du Bélier.
Lucien, le héros du premier livre - Luciano de son nom Talien et maintenant résident à temps plein de Bellezza - ainsi que d'autres importants personnages, comme Silvia (l'ancienne Duchessa), Rodolfo et Arianna apparaissent à nouveau.